# ET7型蒸汽機車
ET7型蒸汽机车是中国铁路所使用的一款轴式为0-8-0T的水柜式蒸汽机车。该车原型为波兰铁路T2D型蒸汽机车，由波兰Fablok工厂在1961年到1962年期间为中国制造了90台。该款机车基本上运用于路外各工矿企业，直到20世纪90年代。应当注意的是，本型机车的调节阀操纵杆安装位置与波兰国内自用之T2D型蒸汽机车不同，且部分机车在运用过程中由水柜式变为煤水车式。

## 保存
- ET7-5333于内蒙古自治区包头市包头钢铁静态展示。[4]